# Bitva u Eveshamu
Bitva u Eveshamu byla jednou ze dvou hlavních bitev druhé války baronů. Skončila porážkou vojska Simona de Montfort a vzbouřených baronů královskou armádou Jindřicha III., kterou vedl princ Eduard. Odehrála se 4. srpna 1265 poblíž Eveshamu ve Worcestershire.
Po vítězství v bitvě u Lewes se Montfort stal téměř neomezeným vládcem Anglie. Poté, co ho opustili někteří jeho původní spojenci a úniku Eduarda z vězení, se dostal do defenzívy. Byl přinucen utkat se u Eveshamu s královským vojskem, které mělo asi dvojnásobnou převahu. Bitva se brzy změnila v masakr a Montfort sám v ní padl. I když po bitvě došlo k obnovení autority krále, pokračoval občasný odpor proti němu až do podepsání Dictum of Kenilworth roku 1267.

## Příčiny konfliktu
Simon de Montfort dosáhl po bitvě u Lewes 14. května 1264 dominantní pozice v anglickém království. Krále Jindřicha, jeho bratra Richarda Cornwallského a jeho syna Eduarda uvěznil. Nicméně jeho vliv začal postupně slábnout poté, co začal ztrácel klíčové spojence. V únoru byl v Toweru uvězněn Robert de Ferrers, hrabě z Derby a další důležitý spojenec Gilbert de Clare, hrabě z Gloucesteru, se dokonce v květnu přidal na královu stranu. S jeho pomocí se podařilo Eduardovi uniknout z vězení.
Montfort musel řešit vzpouru části waleských pánů. Požádal o pomoc waleského knížete Llywellyna ap Gruffyda, který souhlasil vypomoci s podmínkou zachování jeho titulu knížete a slibu, že může udržovat své vojenské síly. I když tato dohoda přinesla Montfortovi některé výhody, způsobila, že se v Anglii stal velmi nepopulárním.
Mezitím Eduard obléhal se svým vojskem Gloucester a 29. června dosáhl vítězství. Montfort byl nucen spojit se se silami vedenými jeho synem Simonem a s jeho podporou se utkat s královským vojskem. Síly jeho syna se ale při přesunu z Londýna pohybovaly příliš pomalu. Nakonec se uchýlili na hrad Kenilworth, který byl v rukou baronů. Eduardovi se ale podařilo jeho vojsku zasadit velke ztráty a mnoho vojáků mladšího Montforta bylo před hradbami hradu rozčtvrceno. Odsud se Eduard přesunul na jih, kde se mu podařilo vojsko staršího Montforta obklíčit, když obsadil jediný most přes řeku Avon a Montfort se tak nemohl spojit s vojskem svého syna.

## Bitva
Eduard postavil své síly podél kopce Green Hill na sever od Eveshamu. Eduard velel levému křídlu a Gilbert z Gloucesteru pravému. Okolo deváté hodiny Montfort vyrazil z města a v té době začala velká bouře. Poměr sil byl asi 10 000 mužů na straně královské a asi 5 000 na straně baronů. Montfort se na základě tohoto nepříznivého poměru sil rozhodl soustředit útok na střed nepřátelské linie. Tato taktika byla zpočátku úspěšná, ale baronské síly ztratily brzy iniciativu a to hlavně poté, co waleská pěchota zakolísala a ustoupila na původní pozice. Křídlo královského vojska obklíčilo Montfortovy síly a poté, co byly napadeny dvojnásobnou přesilou v nevhodném terénu, se bitva rychle změnila v masakr.
Královští vojáci měli stále v čerstvé paměti porážku v bitvě u Lewes, a tak bojovali se snahou oplatit pokoření. I když se vojáci baronské armády snažili uniknout a zachránit, byla většina z nich zabita na bitevním poli místo toho aby byli vzati do zajetí kvůli výkupnému, tak jak bývalo v té době zvykem. Bitva je někdy popisována jako šlechtické krveprolití, které nemělo od ovládnutí Anglie Normany obdobu. Montfortův syn Jindřich i Montfort sám v bitvě padli. Montfortovo tělo bylo rozčtvrceno – hlava, ruce a nohy byly odseknuty od zbytku těla. Král Jindřich, který byl Montfortovým zajatcem a byl oblečen v jeho barvách, byl s obtížemi z bitvy zachráněn přeběhlým rebelem Rogerem de Leybourne.

## Důsledky
Královští příznivci prahli po Montfortově porážce po pomstě. Všichni, kdo se účastnili vzpoury proti králi, byli v září parlamentem vyděděni. I když odpor vedený mladším Simonem de Montfort na konci roku ustal, objevovaly se místní rebelie proti královské moci. Největším problémem byla posádka, která se opevnila na téměř nedobytném hradu Kenilworth, a jehož obléhání bylo zahájeno v létě roku 1266. V říjnu téhož roku byla navržena dohoda (Dictum of Kenilworth), která umožňovala vzbouřencům odkup svých pozemků za ceny odpovídající úrovni účasti na vzpouře. Tato dohoda byla na konci roku vzbouřenci přijata.